# A Splendid Hazard

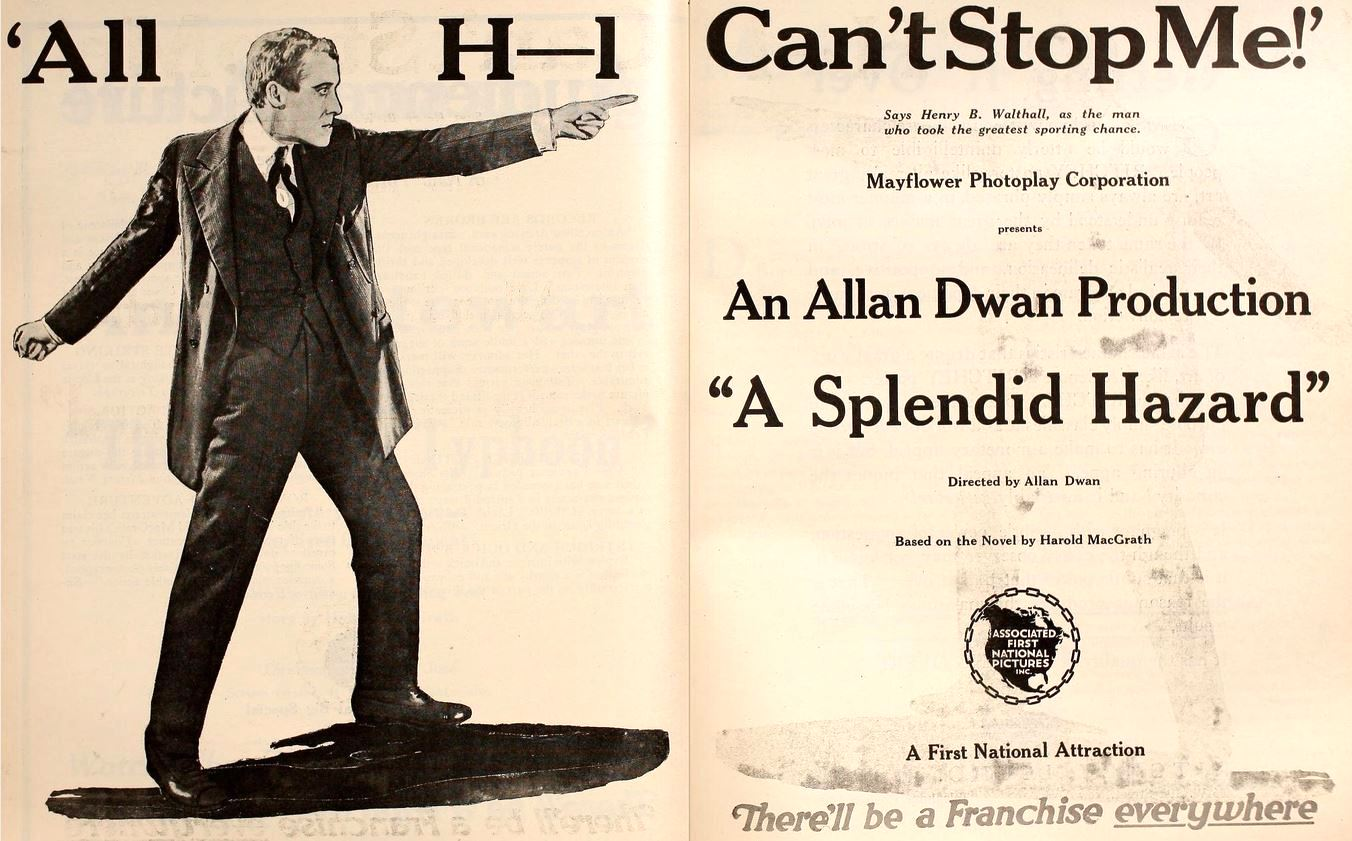
Annonce pour le film A Splendid Hazard avec Henry B. Walthall.

A Splendid Hazard est un film américain réalisé par Arthur Rosson et sorti en 1920.

## Fiche technique
- Réalisation : Arthur Rosson
- Scénario : d'après le roman A Splendid Hazard de Harold MacGrath paru en 1910[1].
- Production : Mayflower Photoplay Company
- Photographie : Glen MacWilliams
- Distribution : First National Exhibitors' Circuit
- Durée : 60 minutes (6 bobines)[2]
- Date de sortie : 
  - États-Unis : 26 septembre 1920

## Distribution

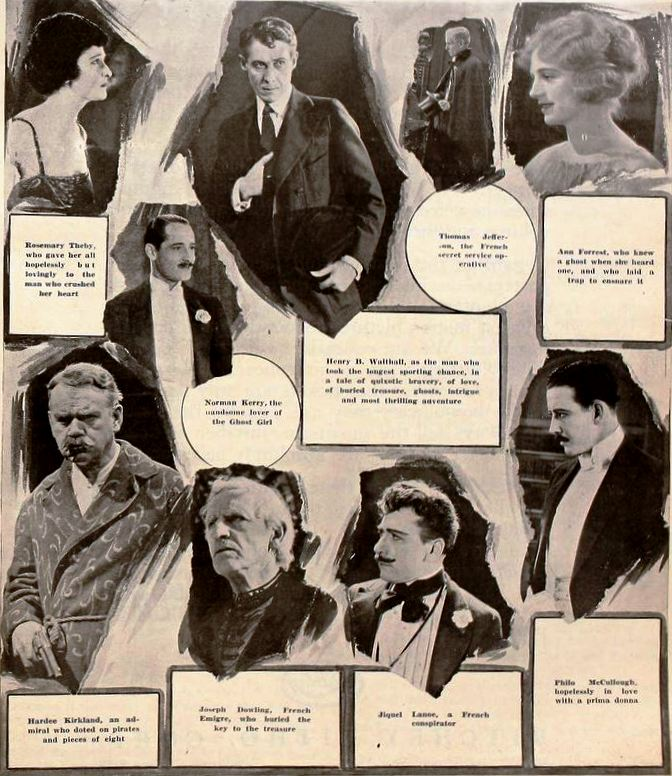
Distribution du film, parue dans Motion Picture News.

- Henry B. Walthall : Karl Breitman
- Rosemary Theby : Hedda Gobert
- Norman Kerry : John Fitzgerald
- Ann Forrest : Laura Killigrew
- Hardee Kirkland : Adm. Killegrew
- Thomas Jefferson : Dr. Ferraud
- Philo McCullough : Arthur Cathewe
- J. Jiquel Lanoe : Jiquel Lanoe
- Joseph J. Dowling : Joseph Dowling